# Кузьма (присілок)
Ку́зьма (рос. Кузьма) — присілок в Кезькому районі Удмуртії, Росія.
Населення — 52 особи (2010; 68 в 2002).
Національний склад станом на 2002 рік:
- росіяни — 60 %
- удмурти — 40 %